# Phyllorhinichthys balushkini
Phyllorhinichthys balushkini är en fiskart som beskrevs av Pietsch 2004. Phyllorhinichthys balushkini ingår i släktet Phyllorhinichthys och familjen Oneirodidae. Inga underarter finns listade i Catalogue of Life.